# دندانه (مقاطعة غيلانغرب)
دندانه (بالفارسية: دندانه) هي قرية تقع في منطقة مركزية ريفية في إيران. يقدر عدد سكانها بـ 228 نسمة بحسب إحصاء 2016.